# Víctor Andrés Belaúnde
Víctor Andrés Belaúnde Diez Canseco (Arequipa, 15 dicembre 1883 – New York, 14 dicembre 1966) è stato un politico peruviano.

## Biografia

### Attività
È stato Ministro degli Esteri della Repubblica peruviana.
È stato uno dei Presidenti dell'Assemblea Generale delle Nazioni Unite dal 1959 al 1960.